# Terminal Hunterston
El Terminal Hunterston (en inglés: Hunterston Terminal)  en North Ayrshire, Escocia, es un puerto para manejo de carbón ubicado en Fairlie en el Firth of Clyde, y operado por Clydeport. Se encuentra adyacente a la propiedad Hunterston, en el castillo de Hunterston. El puerto, terminado en 1979, fue originalmente llamado Hunterston Ore Terminal y tenía la intención de manejar el mineral de hierro para las acerías RAVENSCRAIG de British Steel. Las instalaciones existentes en general en la parte alta del río Clyde eran cada vez más inadecuadas para grandes embarcaciones, pero Hunterston, con su embarcadero largo de una milla, es capaz de recibir buques modernos de cualquier tamaño.